# تصنيف رياضات الإعاقة الذهنية
تصنيف رياضات الإعاقة الذهنية هو نظام تصنيف يُستخدم لرياضات الأشخاص ذوي الإعاقة يسمح للأشخاص ذوي الإعاقات الذهنية  للتنافس بشكل عادل مع الآخرين من ذوي الإعاقات الذهنية. هناك أنظمة تصنيف منفصلة لذوي الإعاقة الذهنية في الرياضات المرتبطة بالحركة البارالمبية ومنظمة Virtus (المعروفة سابقًا باسم الاتحاد الدولي لرياضات الأشخاص ذوي الإعاقة الذهنية)، ونموذج الرياضات للجميع المرتبط بالألعاب الأولمبية الخاصة. توجد لدى الأشخاص ذوي الإعاقة الذهنية مشكلات في المهارات المفاهيمية، والمهارات الاجتماعية، والمهارات العملية، كما أن لديهم درجات ذكاء أقل من 75 نقطة، ولديهم محدوديات في السلوك التكيفي، وإعاقتهم تم ظهورها وتوثيقها قبل بلوغهم سن 18 عامًا.
بدأ تصنيف رياضات الإعاقة الذهنية بشكل جدي على الم0ستوى الدولي في عام 1985 بعد إنشاء الاتحاد الدولي لرياضات الأشخاص ذوي الإعاقة الذهنية. أصبح الاتحاد لاحقًا عضوًا مؤسسًا في اللجنة البارالمبية الدولية. بدأ الرياضيون ذوو الإعاقة الذهنية في المنافسة في أولمبيادهم الخاص في دورة الألعاب البارالمبية 1992، وفي دورة الألعاب البارالمبية في 1996. بعد فضيحة غش في دورة الألعاب البارالمبية 2000، تم إزالة رياضات الإعاقة الذهنية من برنامج الألعاب البارالمبية في عامي 2004 و2008 قبل أن يتم إعادة إدراجها في ألعاب 2012.
تؤثر الإعاقات الذهنية على أداء الرياضيين في الرياضات بطرق متعددة بما في ذلك تسببها في بطء وقت الاستجابة، وقلة القوة، والتحمل، والرشاقة، والمرونة، والتوازن. يتم تطبيق استراتيجيات تدريب مختلفة عند العمل مع الرياضيين ذوي الإعاقات الذهنية. عادة ما يكون التصنيف عملية من خطوتين. الأولى هي التحقق من الإعاقة الذهنية، غالبًا من خلال استخدام اختبار الذكاء مع معايير تشخيصية أخرى. بعد ذلك، يتم تصنيف الوظائف الخاصة بالرياضة. قد يشمل ذلك مشاهدة الشخص في المنافسة، وإجراء اختبارات له، واختبار سرعة الأداء أو اختبارات أخرى.

## التعريف والنوع الأدنى للإعاقة
بشكل عام، يتطلب تصنيف رياضات الإعاقة الذهنية أن يلتزم الرياضيون بثلاثة معايير للإعاقة الدنيا. تشمل هذه المعايير وجود مشكلات في المهارات المفاهيمية، والمهارات الاجتماعية، والمهارات العملية. تشمل المهارات المفاهيمية وجود مشكلات في اللغة، والقراءة، والكتابة، والأرقام والمال، والقدرة على التعلم الذاتي. وتشمل المهارات الاجتماعية وجود مشكلات في التواصل بين الأشخاص، والسذاجة، والقدرة على فهم واتباع القواعد والقوانين، وعدم القدرة على تجنب الاستغلال. تتعلق المهارات العملية بالقدرة على العمل بشكل مستقل في الحياة اليومية.
المنظمات التي تخدم الأشخاص ذوي الإعاقات الذهنية قد تستخدم أنظمة تصنيف أخرى بناءً على تعريفات منظمة الصحة العالمية أو الجمعية الأمريكية للطب النفسي DSM. قد تؤثر هذه التعريفات على تقديم برامج رياضية على المستوى المحلي والوطني بشكل مستقل عن برامج الرياضات النخبوية المصممة للأشخاص ذوي الإعاقات الذهنية. تعود جذور هذه الأنظمة إلى الأنظمة التصنيفية السابقة للأشخاص ذوي الإعاقات الذهنية، وكان أحد أكثر الأنظمة استخدامًا تم إنشاؤه في عام 1961 بواسطة الجمعية الأمريكية للتخلف العقلي، والذي كان يصنف الأشخاص الذين لديهم معدل ذكاء أقل من 85 على أنهم ذوي إعاقة ذهنية. في عام 1983، تم إضافة هذه التعريفات لتشمل متغيرات أخرى مثل المهارات الاجتماعية والحسية الحركية.
لدى الجمعية الأمريكية للإعاقات الذهنية والتنموية (بالإنجليزية: American Association of Intellectual and Development Disabilities - AAIDD) نظام مشابه يتم استخدامه في الولايات المتحدة. يعتبر تعريف الجمعية لعام 2010 هو الأساس في تصنيف الأهلية لمنظمة Virtus. نظامهم يبدو كما يلي:
| مستوى الإعاقة الذهنية | معدل الذكاء               | المراجع     |
| --------------------- | ------------------------- | ----------- |
| إعاقة ذهنية خفيفة     | معدل ذكاء 50–55 إلى 70-75 | [ 1 ] [ 6 ] |
| إعاقة ذهنية معتدلة    | معدل ذكاء 35–40 إلى 50-55 | [ 1 ]       |
| إعاقة ذهنية شديدة     | معدل ذكاء 20–25 إلى 35-40 | [ 1 ]       |
| إعاقة ذهنية عميقة     | معدل ذكاء أقل من 20-25    | [ 1 ]       |

يتم استخدام هذا النظام التشخيصي وأنظمة مماثلة عند توجيه الأشخاص إلى مسارات رياضية للأشخاص ذوي الإعاقات الذهنية، سواء على مستوى المدارس، أو من خلال الألعاب الأولمبية الخاصة، أو من خلال برامج الرياضات النخبوية المرتبطة بـ Virtus أو الحركة البارالمبية. يتطلب نظام تصنيف Virtus أن يكون الحد الأقصى لمعدل الذكاء 75، وأن الأشخاص في المهارات المفاهيمية والاجتماعية والعملية التكيفية يجب أن يسجلوا على الأقل أقل من الانحراف المعياري في واحدة من هذه الفئات الثلاث، وأن الإعاقة الذهنية قد ظهرت قبل أن يبلغ الشخص سن 18 عامًا. يجب أن تؤثر إعاقتهم على أداء الرياضة لديهم، وغالبًا ما يتعين عليهم تلبية الحد الأدنى من متطلبات السن. الأشخاص الذين يعانون من التوحد الخفيف لا يُحتمل أن يكونوا مؤهلين للتنافس على مستوى Virtus أو البارالمبية. تشمل الفئات الشائعة للإعاقات الذهنية التي تستوفي متطلبات الأهلية الدنيا للألعاب الأولمبية الخاصة متلازمة إكس الهشة، متلازمة داون، اضطرابات طيف التوحد، والأشخاص الذين يعانون من متلازمة الجنين الكحولي أو متلازمة أبرت. في بعض الحالات، يشمل أيضًا الأشخاص الذين اكتسبوا إعاقتهم في الطفولة نتيجة للإصابات الرأسية الصادمة خلال الطفولة.

## الحوكمة
تعد Virtus (المعروفة سابقًا باسم الاتحاد الدولي لرياضات الأشخاص ذوي الإعاقة الذهنية) الهيئة الحاكمة العالمية للرياضات التنافسية للأشخاص ذوي الإعاقات الذهنية. في الألعاب البارالمبية، تتولى الهيئة الرياضية الدولية المعنية التصنيف. في أستراليا، يتولى تصنيف الرياضيين على المستوى الوطني الإدماج الرياضي في أستراليا (بالإنجليزية: Sporting Inclusion Australia - SIA). الرياضيون المصنفون محليًا في أستراليا ليسوا مضمونين بأنهم سيحققون معايير التصنيف الدولية. محليًا، قد يتم أيضًا التعامل مع أهلية الرياضيين من قبل لايف ستريم أستراليا. فيما يتعلق بالتصنيف الرياضي المحدد في أستراليا، تدعم "سويمينج أستراليا" الوكالات المعنية في عملية تقييم التصنيف. في نيوزيلندا، يتم التعامل مع تصنيف الرياضيين ذوي الإعاقة الذهنية من قبل بارالمبياد نيوزيلندا. في المملكة المتحدة، قد يتم التعامل مع التصنيف على أساس رياضي بالتعاون مع اتحاد الرياضات في المملكة المتحدة. بالنسبة لألعاب القوى، يتم التعامل مع التصنيف من قبل "الرياضيين البريطانيين". بالنسبة للسباحة في اسكتلندا، يتم التعامل مع التصنيف من قبل "الرياضة الاسكتلندية لذوي الإعاقة" بالتعاون مع "السباحة البارالمبية البريطانية".
في نموذج الرياضة للجميع، يتم التعامل مع تصنيف رياضات الإعاقة الذهنية بواسطة الألعاب الأولمبية الخاصة. في الولايات المتحدة، يتم التعامل مع الرياضات للجميع لذوي الإعاقة الذهنية بواسطة الأولمبياد الخاص الأمريكي.

## الفسيولوجيا والأداء
أظهرت الاختبارات أن الأشخاص ذوي الإعاقة الذهنية غالبًا ما يكون لديهم ضعف في القوة، والتحمل، والرشاقة، والمرونة، والتوازن، وسرعات الجري أبطأ من غير المعاقين. كما أن لديهم معدلات قلب ذروية منخفضة، واستهلاك أكسجين ذروي منخفض. العديد من الأشخاص ذوي الإعاقة الذهنية يعانون أيضًا من إعاقات متعلقة بالسمع أو البصر. الأشخاص المصابون بمتلازمة داون غالبًا ما يعانون من حالة تسمى الليونة الرباطية، مما يؤدي إلى زيادة مرونة المفاصل في الرقبة. 15% من الأشخاص المصابين بمتلازمة داون يعانون من عدم الاستقرار الأطلسي المحوري وانخفاض في توتر العضلات. هذا يعرضهم لخطر متزايد من إصابات الحبل الشوكي.
تسبب الإعاقات الذهنية مشكلات في أداء الرياضة بسبب مشكلات في وقت الاستجابة وسرعة المعالجة، والانتباه والتركيز، والذاكرة العاملة، والوظائف التنفيذية، والاستدلال والإدراك البصري المكاني. هذه كلها مكونات هامة من الذكاء الرياضي. استراتيجيات التدريب الناجحة تختلف عن الرياضات الأخرى. يحتاج المدربون إلى أن يكونوا أكثر حماسة في المدح، وعدم الافتراض بأن الرياضيين سيفهمون ويحتفظون بما يُقال لهم، والتركيز على تحسين القدرة البدنية العامة لتحسين أداء المنافسة، والتركيز على المهارات أثناء اللعب بدلاً من التدريبات المستقلة بعيدًا عن الرياضة، وإعادة زيارة المفاهيم بشكل متكرر. الأشخاص ذوو الإعاقة الذهنية من مستويات خفيفة لديهم مستويات أداء مشابهة للرياضيين غير المعاقين.

## التاريخ

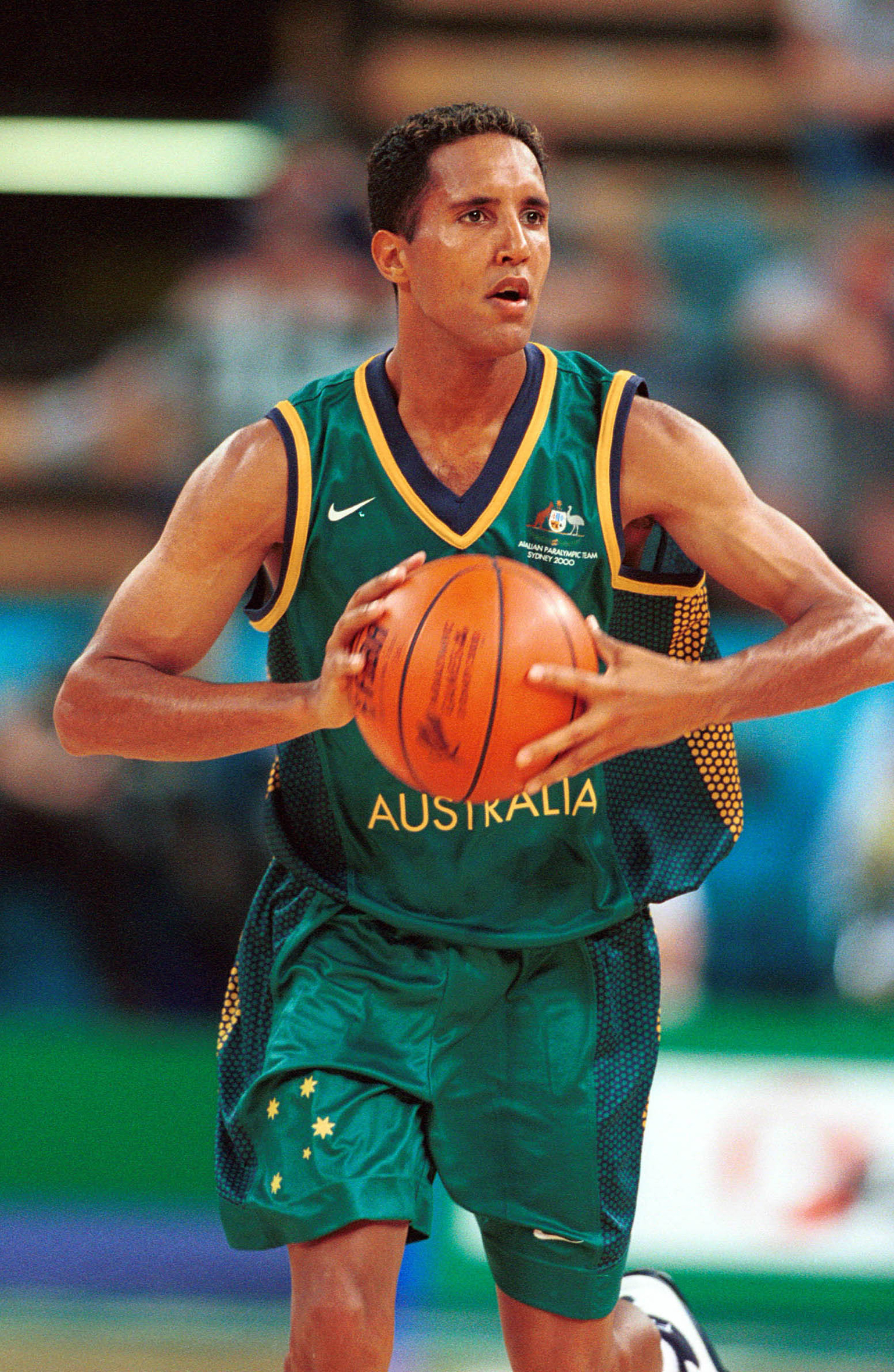
لاعب كرة سلة أسترالي مصاب بالإعاقة الذهنية نيكولاس ماروني في دورة الألعاب البارالمبية الصيفية 2000

تأسست Virtus (المعروفة سابقًا باسم INAS) في عام 1986، وكانت عضوًا مؤسسًا في اللجنة البارالمبية الدولية. في نفس العام، تم إنشاء بعض المنظمات الوطنية لرياضات الإعاقة الذهنية حول العالم بما في ذلك AUSRAPID في أستراليا. ثم انضمت هذه المنظمات إلى INAS.
في أوائل التسعينيات، كانت الرياضات المتاحة لهذا الفئة على المستوى النخبوي تشمل كرة السلة، ألعاب القوى، كرة القدم داخل الصالات، السباحة وتنس الطاولة. كانت هذه الرياضات هي التي تم تقديمها في أول ألعاب INAS العالمية في عام 1990. كانت أول مسابقة مشابهة للألعاب البارالمبية للأشخاص ذوي الإعاقة الذهنية قد أقيمت في عام 1992 في مدريد. تم تنظيمها من قبل الجمعية الوطنية بريستورا دي سيرفيسيو (ANDE) وINAS-FID. في هذه الألعاب في عام 1992، كانت المواقف تجاه الأشخاص ذوي الإعاقة الذهنية غالبًا ما تعكس المواقف تجاه هؤلاء الأشخاص في ذلك الوقت. تم إعطاء الوفد الأسترالي المشارك في مدريد محاضرة حول كيفية عدم ممارسة الجنس مع أي شخص أثناء الألعاب، رغم أن بعض أعضاء الوفد الأسترالي كانوا متزوجين وكانوا يشاركون في الألعاب مع شركائهم المتزوجين. وإذا كانوا ينوون ممارسة الجنس، فقد تم توجيههم لاستشارة الطبيب الفريق أولاً. كانت هذه الأنواع من المناقشات أقل شيوعًا مقارنةً بالفئات الأخرى من الأشخاص ذوي الإعاقة مثل رياضيي الكراسي المتحركة.
تسابق الرياضيون ذوو الإعاقة الذهنية لأول مرة في الألعاب البارالمبية الشتوية في عام 1992 في التزلج على الجليد والتزلج عبر البلاد. كانت هذه الأحداث عبارة عن مسابقات استعراضية. في دورة الألعاب البارالمبية الشتوية لعام 1994، تم إضافة البياثلون كرياضة استعراضية.
كانت دورة الألعاب البارالمبية الصيفية 1996 في أتلانتا هي أول دورة ألعاب بارالمبية يشارك فيها الرياضيون ذوو الإعاقة الذهنية في فعاليات حاصلة على ميداليات. كانت الرياضات المتاحة الوحيدة هي ألعاب القوى والسباحة، وكانت الفعاليات هي الوثب الطويل و200 متر في ألعاب القوى. شارك 23 رياضيًا ورياضية من 13 دولة مختلفة. في السباحة، كانت فعاليات 50 متر و100 متر حرة هي الوحيدة المتاحة، حيث شارك 33 سباحًا من 10 دول.
في دورة الألعاب البارالمبية 2000 في سيدني، شارك 244 رياضيًا ذوي إعاقة ذهنية في أربع رياضات: تنس الطاولة، ألعاب القوى، كرة السلة للأشخاص ذوي الإعاقة الذهنية والسباحة. بعد فضيحة الغش في دورة الألعاب البارالمبية الصيفية 2000، تم إزالة فئات الإعاقة الذهنية من الرياضات البارالمبية في ديسمبر من نفس العام حتى تم إجراء تغييرات على التصنيف. شارك لاعبو كرة السلة الإسبان بعد تصنيفهم كلاعبين ذوي إعاقة ذهنية رغم أنهم لم يستوفوا الحد الأدنى من معايير الأهلية، مما أدى إلى سحب ميداليتهم. في يناير 2001، تم تعليق عضوية INAS في اللجنة البارالمبية الدولية. في ديسمبر 2001، تم رفع تعليق عضوية INAS.
مع بداية دورة الألعاب البارالمبية الصيفية 2000، كان التعريف لهذا الفئة هو أي شخص لديه معدل ذكاء أقل من 75 نقطة. بعد الألعاب ردًا على القضايا المتعلقة بمن يفي بمتطلبات الحد الأدنى للإعاقة، اقترحت INAS استخدام أداة تقييم SIC-Q لاختبار الذكاء كوسيلة للحد من التلاعب. تم رفض هذا الاقتراح من قبل اللجنة البارالمبية الدولية.
تم رفع القيود المتعلقة بفئات الإعاقة الذهنية، وسمح لهؤلاء الرياضيين بالمشاركة في دورة الألعاب البارالمبية الصيفية 2012 في لندن. تم اتخاذ القرار بعد اجتماع الجمعية العامة للجنة البارالمبية الدولية في كوالالمبور، ماليزيا في نوفمبر 2009. كانت أول رياضة تعيد دمج الرياضيين ذوي الإعاقة الذهنية هي السباحة، التي وضعت السباحين في فئة S14. كانت أول منافسة رياضية معتمدة من قبل اللجنة البارالمبية الدولية في أكتوبر 2009 في بطولة أوروبية في أيسلندا. الرياضات المدرجة في برنامج الألعاب في لندن شملت السباحة، ألعاب القوى، وتنس الطاولة. كانت الفعاليات في ألعاب القوى تشمل الوثب الطويل، رمي الجلة و1,500 متر. بالنسبة للسباحة، كانت الفعاليات هي 200 متر حرة، 100 متر صدر، و100 متر ظهر. شارك 119 رياضيًا ذوي إعاقة ذهنية في دورة الألعاب البارالمبية الصيفية 2012.
تم الانتهاء من متطلبات أهلية تنس الطاولة في نوفمبر 2010 من قبل الاتحاد الدولي لتنس الطاولة. نفذت اللجنة البارالمبية الدولية تعديلًا على كود التصنيف الخاص بها فيما يتعلق بالرياضيين ذوي الإعاقة الذهنية في 2011. نفذت اللجنة البارالمبية الدولية لألعاب القوى تعديلًا على نظام التصنيف للإعاقة الذهنية في سبتمبر 2011 تماشيًا مع ألعاب INAS العالمية. في 2011، عينت لجنة الكريكيت في إنجلترا وويلز موظف تصنيف للتعامل مع تصنيف لاعبي الكريكيت ذوي الإعاقة الذهنية. في 2012، دعمت INAS-FID عددًا من الرياضات النخبوية بما في ذلك ألعاب القوى، كرة السلة، ركوب الدراجات، كرة القدم، الجودو، التزلج النرويجي، السباحة، التنس وتنس الطاولة.

## الفئات
في بعض الأحيان، يتم دمج الرياضيين ذوي الإعاقات الذهنية في المنافسات مع الرياضيين ذوي الإعاقات الأخرى وغير المعاقين. يتنافسون في فئتهم الخاصة التي تشير إلى أن لديهم مثل هذه الإعاقة.
| الرياضة                        | دوليًا      | أستراليا     | بريطانيا العظمى | الولايات المتحدة | المصدر                             |
| ------------------------------ | ---------- | ------------ | --------------- | ---------------- | ---------------------------------- |
| ألعاب القوى                    | T20، F20   | T20، F20، ID |                 |                  | [ 43 ] [ 44 ] [ 45 ] [ 42 ] [ 46 ] |
| التجديف التكيفي                | ID         | II           | RSS-LD          | ID، LTA، TA، AS  | [ 47 ] [ 48 ]                      |
| الدراجات                       |            | I1، I2       |                 |                  | [ 49 ]                             |
| الفروسية                       | الدرجة III |              |                 | الدرجة III       | [ 50 ]                             |
| كرة القدم لذوي الإعاقة الذهنية | ID         |              | إعاقة تعلم      |                  | [ 51 ] [ 52 ]                      |
| السباحة                        | S14        |              |                 |                  | [ 53 ] [ 43 ] [ 44 ] [ 45 ]        |
| تنس الطاولة                    | الصف 11    |              |                 |                  | [ 43 ] [ 44 ] [ 45 ] [ 54 ]        |

بعض الرياضات ليست مفتوحة عبر اتحاداتها الدولية للأشخاص ذوي الإعاقات الذهنية على المستوى الرفيع. يشمل هذا الدراجات. كما أنه صحيح بالنسبة لكرة المروج ورياضة الإبحار. الرياضات المدعومة من الأولمبياد الخاص تشمل ألعاب القوى، كرة القدم، كرة السلة، البولينغ، والسباحة. العديد من هذه الرياضات لها منظمات محلية ووطنية وقعت مذكرات تفاهم مع منظمات الأولمبياد الخاص الوطنية، مثل مثال "جمباز أستراليا" في أستراليا. التصنيف في الأولمبياد الخاص غالبًا ما يستخدم مجموعات بناءً على أوقات الأداء أو مستويات الأداء. هذا يختلف عن الألعاب البارالمبية حيث يتم التصنيف بناءً على الوظائف أو التعريفات الطبية.

### ألعاب القوى
تعد ألعاب القوى مفتوحة للرياضيين ذوي الإعاقات الذهنية. دوليًا، يتم استخدام فئات T20 و F20. بالنسبة للرياضيين في هذه الفئات، يجب أن يكون لديهم معدل ذكاء لا يتجاوز 75 باستخدام نظام WISC-R أو WAIS-III، وأن تكون إعاقتهم قد ظهرت وتم توثيقها قبل أن يبلغوا 18 عامًا، وأن يكون لديهم مشاكل في العناية الذاتية والتفاعلات الاجتماعية. جزء من التصنيف الخاص بالرياضة لألعاب القوى يتضمن اختبار السرعة.
في أستراليا، أحيانًا يتم الإشارة إلى هذه الفئة بـ ID. ألعاب القوى هي رياضة تحكمها الأولمبياد الخاص، ولها قواعد خاصة يتم تطبيقها دوليًا ووطنيا.

### الدراجات
يمكن أن يتم التصنيف في رياضة الدراجات على المستوى الوطني. في أستراليا، هناك فئتان: I1 و I2. يتم استخدام الأولى في المسابقات الوطنية، بينما الثانية للرياضيين الأستراليين الذين يتنافسون دوليًا. دوليًا، لا تعتبر رياضة بارالمبية، ويتم التصنيف دوليًا بواسطة INAS.

### الفروسية
في الفروسية، قد يتم تصنيف الفرسان ذوي الإعاقات الذهنية كدرجة III في بعض مسابقات FEI وفي المسابقات المعتمدة من الولايات المتحدة. يتم التعامل مع التصنيف الخاص بالرياضة من قبل مُصنف معتمد من FEI.

### كرة القدم لذوي الإعاقة الذهنية
يتم إدارة تصنيف كرة القدم لذوي الإعاقة الذهنية بواسطة Virtus، وله نفس المتطلبات الدنيا مثل معظم الرياضات الأخرى، بما في ذلك ضرورة أن تظهر الإعاقة قبل سن 18، وأن يكون معدل الذكاء 75 أو أقل، حيث تؤثر الإعاقة على السلوك والأداء الرياضي. يتم استخدام نفس عملية التصنيف لكرة القدم 11 لاعبًا وكرة الصالات.
في إنجلترا، يتولى الاتحاد الإنجليزي لكرة القدم الإشراف على كرة القدم لذوي الإعاقة الذهنية، حيث يُشار إلى هذه الفئة على أنها إعاقة تعلم. في إنجلترا، يعتمد التأهل لكرة القدم على استيفاء جميع متطلبات الأهلية الوطنية التي تحددها الجمعية الوطنية لجميع الرياضات في المملكة المتحدة. يجب تقديم تأكيد كتابي بذلك من قبل أخصائي نفسي تربوي.

### التجديف
لا تتاح رياضة التجديف للرياضيين ذوي الإعاقات الذهنية دوليًا في المستوى البارالمبي. لكن يمكن أن تكون متاحة على المستوى الوطني أو في الأندية. هذا ينطبق على بعض أجزاء الولايات المتحدة، حيث يتم تصنيف الفئة على أنها ID ويتم تعريفها على النحو التالي: "يمكن تصنيف الرياضيين ذوي الإعاقة الذهنية كـ LTA أو TA أو AS، حسب إعاقتهم. ستعتمد قدرة الرياضي على التجديف على شدة الإعاقة الذهنية." يمكن للمتسابقين ذوي الإعاقة الذهنية التنافس محليًا في بريطانيا العظمى حيث تُسمى الفئة RSS-LD. يتم تعريف أهلية هذه الفئة على النحو التالي: "يجب تقديم دليل على الأهلية من خلال التحقق من اختبار الذكاء مع درجة إجمالية لا تتجاوز 75. يجب أن يتم هذا الاختبار قبل سن 18، أو من خلال إعلان موقّع من معلم أو طبيب أو طبيب نفسي يوضح بوضوح الأدلة التي تم على أساسها تشخيص الإعاقة قبل سن 18." يستخدم هؤلاء المتسابقون مقعدًا قابلًا للانزلاق.
تتمتع FISA بتصنيف دولي للتجديف، وتستخدم معايير Virtus من عام 2007 لتحديد الأهلية. يدير Virtus جميع تصنيفات التجديف لذوي الإعاقة الذهنية، وتتحقق FISA من الأهلية بناءً على قائمة Virtus الرئيسية. يشارك المتسابقون في أستراليا في الفئة الوطنية ID الفئة II. يجب أن يظهروا في قائمة Virtus الرئيسية أو يكونوا مسجلين في SIA ليكونوا مؤهلين.

### السباحة
فئة السباحة في IPC المفتوحة لسباحي الإعاقة الذهنية هي S14. كانت هذه الرياضة الأولى التي فُتحت لذوي الإعاقات الذهنية بعد إعادة إدراج الإعاقة في المستوى البارالمبي في نوفمبر 2009 بعد تعليقهم نتيجة للتلاعب في دورة الألعاب البارالمبية الصيفية في سيدني 2000. يُطلب من السباحين على المستوى الدولي أن يكونوا في السن الأدنى الذي تحدده FINA لدورته، وأن يكون لديهم تشخيص رسمي باستخدام المعايير الدولية، وأن يكون لديهم دليل على أن إعاقتهم تسبب خللاً وظيفيًا يجعلهم غير قادرين على المنافسة بشكل عادل ضد الأشخاص الذين لا يعانون من إعاقة. بالنسبة للرياضيين في هذه الفئة، يجب أن يكون لديهم معدل ذكاء لا يتجاوز 75 باستخدام نظام WISC-R أو WAIS-III، وأن تكون إعاقتهم قد ظهرت وتم توثيقها قبل أن يبلغوا 18 عامًا، وأن يكون لديهم مشاكل في العناية الذاتية والتفاعلات الاجتماعية. تستخدم السباحة العديد من الاختبارات الخاصة بالرياضة لتحديد الأهلية. أحد هذه الاختبارات هو اختبار Corsi. يختبر هذا الاختبار القدرة على الذاكرة، مع درجة cutoff قدرها 6.69. يتم استخدام اختبار "Tower of London" للتحقق من الوظيفة التنفيذية، مع درجة cutoff قدرها 12.43. يتم استخدام اختبار تصميم الكتل للتحقق من القدرة البصرية المكانية، مع درجة cutoff قدرها 58.31. بالنسبة للأولمبياد الخاص، الحد الأدنى للتأهل هو التدريب في السباحة لمدة 6 أسابيع على الأقل وأن يكون العمر 8 سنوات على الأقل.
قد يعاني الأشخاص ذوو الإعاقة الذهنية من عدة حالات تؤثر على سباحتهم. يشمل ذلك اضطراب نقص الانتباه، واضطراب الإدراك السمعي، وصعوبة التفاعل، واضطراب النظام الحركي، وصعوبة في الذاكرة والفهم، واضطراب اللغة التعبيرية، واضطرابات التشنج، واضطرابات النظام الدهليزي واضطراب الإدراك البصري. سباحو ID لديهم معدل ضربات سباحة أبطأ من الأشخاص الذين لا يعانون من إعاقات.

### تنس الطاولة
يتنافس لاعبو تنس الطاولة ذوو الإعاقة الذهنية في المستوى الرفيع في الفئة 11. بالنسبة للرياضيين في هذه الفئة، يجب أن يكون لديهم معدل ذكاء لا يتجاوز 75 باستخدام نظام WISC-R أو WAIS-III، وأن تكون إعاقتهم قد ظهرت وتم توثيقها قبل أن يبلغوا 18 عامًا، وأن يكون لديهم مشاكل في العناية الذاتية والتفاعلات الاجتماعية. في تنس الطاولة، يُطلب من اللاعبين إظهار عدة أنواع من الإرسال كجزء من اختبار خاص بالرياضة.
في تنس الطاولة، هناك القليل من الفروق في الكفاءة التقنية أثناء التدريب وأثناء المنافسة فيما يتعلق بالتقنيات مثل الفليك، و التوب سبين للأمام، و التوب سبين للخلف. في نفس الوقت، لا يوجد علاقة بين الكفاءة التقنية لأسلوب الكنتر، والبلوك، والدفع أثناء التدريب وأثناء المنافسة.

## التصنيف

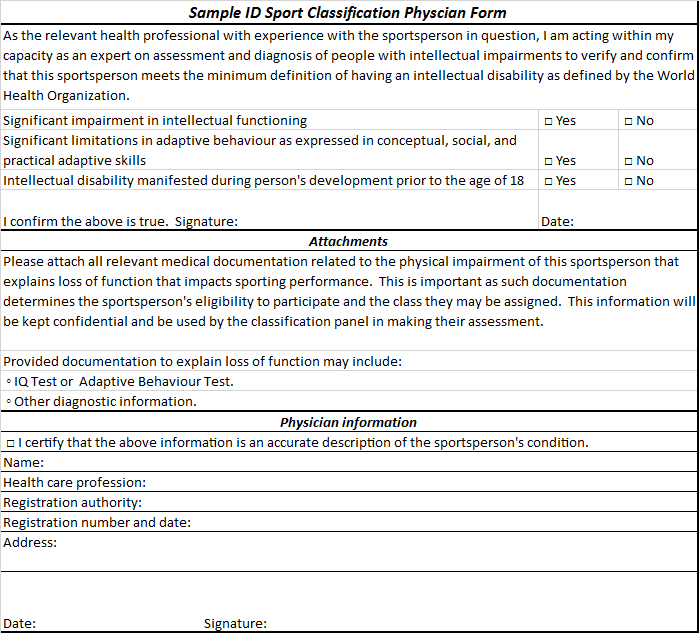
نموذج عينة يستخدم للتصنيف الطبي لذوي الإعاقة الذهنية

يشمل تصنيف الإعاقة الذهنية عددًا من المعايير على مر السنين. يشمل ذلك استخدام نتائج اختبارات الذكاء، وجود تشخيص طبي لإعاقة ذهنية أو وجود مواد دعم تشخيصية أخرى.
تصنيف الإعاقة الذهنية هو عملية من خطوتين على المستوى الدولي. الخطوة الأولى هي تحديد ما إذا كان الرياضي يستوفي المعايير الطبية الأساسية، ويتم إدارة هذه الخطوة بواسطة Virtus بالتنسيق مع منظماتها الوطنية الأعضاء. تشمل الاختبارات المؤهلة لتوثيق الذكاء اختبار مصفوفات رافن التقدمية، واختبار ستانفورد-بينيه، ومقاييس ويشيلر للذكاء، في حين يتم تقييم السلوك التكيفي باستخدام مقاييس السلوك التكيفي فينلاند، أو مقاييس السلوك التكيفي ABAS، أو مقاييس السلوك التكيفي AAMR أو من خلال الملاحظة السريرية
بالنسبة للرياضيين الذين يرغبون في دخول المسابقات على المستوى البارالمبي، يتم تنفيذ خطوة ثانية تشمل التصنيف الخاص بالرياضة من قبل الخبراء الفنيين المطلعين على الرياضة. يتم إدارة التصنيف الخاص بالرياضة بواسطة الاتحاد الدولي للرياضة ويشمل اختبار اختبار المعرفة الرياضية. يشمل هذا الاختبار اختبارات نفسية يمكن إجراؤها بشكل غير لفظي باستخدام أجهزة الكمبيوتر التي تعمل باللمس الكبيرة وغالبًا ما تكون مصحوبة باختبارات أخرى تُجرى بدون جهاز كمبيوتر على المكتب. يتم دمج هذه الاختبارات مع TSAL-Q، وهو استبيان يوضح إجمالي الوقت الذي قضاه الرياضي في التدريب والخبرة مع الرياضة. كما يتضمن الملاحظة أثناء المنافسة. في السباحة، بعد المنافسة، من المحتمل أن يتم مراجعة السباق باستخدام تحليل الفيديو لدراسة سرعة السكتة الدماغية في المسبح. يتم مقارنة هذه المعلومات لإنشاء ملف رياضي يتم مقارنته بالخط الأساسي للرياضيين غير المعاقين لتحديد الأهلية للمشاركة في الألعاب البارالمبية.
تستخدم السباحة عددًا من الاختبارات الخاصة بالرياضة لتحديد الأهلية. أحد هذه الاختبارات هو اختبار Corsi. يختبر هذا الاختبار قدرة الذاكرة، مع درجة cutoff قدرها 6.69. يتم استخدام اختبار Tower of London للتحقق من الوظائف التنفيذية، مع درجة cutoff قدرها 12.43. يتم استخدام اختبار التصميم الكتل للتحقق من القدرة البصرية المكانية، مع درجة cutoff قدرها 58.31.
جزء من التصنيف الخاص بالرياضة لألعاب القوى يتضمن اختبار السرعة. يتم التعامل مع التصنيف الخاص بالرياضة على المستوى الدولي من قبل المصنفين من الاتحاد الدولي لتنس الطاولة. في تنس الطاولة، يُطلب من اللاعبين إظهار عدة أنواع من الإرسال كجزء من اختبار خاص بالرياضة.

## الانتقادات
أحد الانتقادات المتعلقة بنظام التصنيف هو تعقيد تصنيف الأشخاص ذوي الإعاقات الذهنية. قضية أخرى هي أن الأشخاص الذين يتمتعون بوظائف عقلية أعلى من ذوي الإعاقات الذهنية يملكون ميزة في الأداء على أولئك الذين يعانون من إعاقات ذهنية أكثر شدة.